# كريس كليبورن
كريس كليبورن (بالإنجليزية: Chris Claiborne)‏ هو لاعب كرة قدم أمريكية أمريكي، ولد في 26 يوليو 1978 في سان دييغو في الولايات المتحدة.

## وصلات خارجية
- كريس كليبورن على موقع مرجع كرة القدم المحترفة.كوم (الإنجليزية)